# Szőrös cincér
A szőrös cincér (Anisarthron barbipes) a cincérfélék családjába tartozó, Közép-Európában honos, lombos fákon élő bogárfaj. 

## Megjelenése
A szőrös cincér hímjének testhossza 6-8 mm, a nőstény 7,5-12,5 mm-es. Alakja viszonylag karcsú, feje a többi cincérhez hasonlóan a test tengelyére merőlegesen, lefelé mutat. a szárnyfedők téglalapszerűek, oldalvonalai párhuzamosak, vagy vállainál kicsit kifelé ívelők. Alapszíne fekete, szárnyfedői vörösbarnák. A fejet és az előtort felálló, bolyhos, sárga szőrök fedik. A szárnyfedők szőrei elöl felállók és hosszúak, majd fokozatosan rövidebbé és ferdén lesimulóvá válnak. Feje durván, az előtor finomabban és sűrűn pontozott; a szárnyfedők elöl durvábban, majd egyre finomabban, a végén elmosódva pontozottak, többnyire elmosódott hosszanti bordákat formázva. 

## Elterjedése és életmódja
Közép-Európában, Észak-Olaszországban és az Észak-Balkánon honos. Magyarországon ritka, szórványos előfordulású (többek között Budapest, Isaszeg, Érd, Szeged, Debrecen, Lillafüred, Esztergom, Kőszeg, Sopron, Siófok, Pécs, Nadap környékén ismerek állományai). 
Lárvája különféle lombos fák (főleg vadgesztenye, de szil, dió, juhar, kőris stb. is) törzsében él. Inkább parkok, fasorok, kertek régi fáiban található meg, erdőkben kevésbé (az idős fák nélküli telepített erdőkből hiányzik). Főleg a részben elhalt, még élő fákat kedveli, ahol a lárva a kéregtelen korhadó részben, letört ágak helyén, odúkban fejlődik. Életciklusa 2-3 évig tart. Egy fában több nemzedék is előfordulhat, jelenlétéről kis ovális lyukak tanúskodnak. Az imágók május-júliusban rajzanak és főleg a tápnövényükön találhatók meg.
Magyarországon nem védett.